# Horácio Rodrigues Sobrinho
Horácio Rodrigues Sobrinho (Rio de Janeiro, 29 de agosto de 1938 - Curitiba, 22 de março de 2009) foi um empresário e político brasileiro.

## Biografia
Horácio Rodrigues foi deputado estadual na Assembléia Legislativa do Paraná e vereador da capital paranaense, em vários mandatos, sendo eleito pela primeira vez para a Câmara Municipal de Curitiba (CMC) no ano de 1969. Na década de 1990 Horácio foi presidente da C.M.C..